# Бомбардировка Рабаула (1943)
Бомбардировка Рабаула (англ. Bombing of Rabaul) — бомбардировка авиацией союзников в ноябре 1943 года крупной японской военной базы. 
Самолёты союзников с авианосцев и наземных баз атаковали японские аэродромы, корабли и портовую инфраструктуру на острове Новая Британия, чтобы прикрыть амфибийный десант на Бугенвиле. В результате авианалёта на Рабаул несколько японских тяжёлых крейсеров и некоторое количество меньших кораблей и транспортов получили повреждения. Успешные для союзников бомбардировки нейтрализовали угрозу атаки японским флотом союзного десанта на Бугенвиле.

## Предыстория
В начале 1943 года Рабаул оставался в стороне от боевых действий. Тем не менее, стратегия союзников в Юго-западнотихоокеанском регионе, получившая название Операция Катвил, предполагала изоляцию Рабаула и проведение его постоянных бомбардировок с воздуха. Японские сухопутные силы уже отступали в Новой Гвинее и на Соломоновых островах, оставив Гуадалканал, Коломбангару, Нью-Джорджию и Велья-Лавелью.
Рабаул, находящийся на острове Новая Британия, был одним из двух крупнейших портов австралийской территории Новой Гвинеи. Это была крупнейшая японская военно-морская база для операций кампаний на Соломоновых островах и в Новой Гвинее. Залив Симпсон, который был захвачен японцами у австралийских войск в феврале 1942 года, был известен как «Пирл-Харбор юга Тихого океана», и имел мощную оборону из 367 зенитных орудий и пять аэродромов.
Аэродромы Лакинаи и Вунаканау до войны были австралийскими. Лакинаи имел всепогодную взлётно-посадочную полосу из песка и вулканического туфа, а Вунаканау имел бетонное покрытие. Рапопо, находившийся в 14 милях к юго-востоку, начал функционировать в декабре 1942 года и имел бетонные взлётно-посадочные полосы и обширную инфраструктуру. Тобера, строительство которого было завершено в августе 1943 года, располагался посередине между Вунаканау и Рапопо и также имел бетонные полосы. Четыре аэродрома имели 166 укреплённых ангаров для бомбардировщиков и 265 для истребителей, кроме этого было множество отдельных открытых стоянок для самолётов. Пятым аэродромом, защищавшим Рабаул, был Борпоп, построенный в декабре 1942 года вдоль пролива Сент-Джорж на Новой Ирландии.
Противовоздушная оборона хорошо координировалась армейскими и флотскими подразделениями. Армия Японии располагала 192 из 367 зенитными орудиями, флот —  остальными 175. Орудия флота Японии обороняли залив Симпсон и корабли в нём и три аэродрома: Тобера, Лакинаи и Вунаканау. Армейские подразделения защищали аэродром Рапопо, склады и военные постройки, а также помогали флоту защищать залив Симпсон. Эффективная радарная система раннего предупреждения покрывала 90-мильное пространство вокруг Рабаула, расширение покрытия также обеспечивали дополнительные радары на Новой Британии, Новой Ирландии и на острове Бука. Они имели возможность предупредить о надвигающейся угрозе с воздуха за 30-60 минут до подхода самолётов противника.

## Рейды самолётов наземного базирования
С 12 октября 1943 года в рамках операции «Картвил» 5-я воздушная армия США, Королевские ВВС Австралии и Королевские ВВС Новой Зеландии под командованием главнокомандующего воздушными силами Союзников в Юго-западнотихоокеанском регионе генерала Джорджа Кенни начали кампанию бомбардировок аэродромов и порта Рабаула. После первого налёта из 349 самолётов, когда плохая погода помешала эффективности бомбардировки, был предпринят только один рейд из 50 B-25 18 октября. Тем не менее, бомбардировки возобновились 23 октября и продолжались в течение шести дней, а после этого был совершён крупный авианалёт 2 ноября.
Девять эскадрилий B-25, состоящие в общей сложности из 72 бомбардировщиков и шесть эскадрилий эскорта P-38 Lightning атаковали противовоздушную оборону гавани Симпсон на минимально возможных высотах для бомбардировки. Восемь B-25 были сбиты зенитными орудиями и японскими истребителями, либо разбились на обратном пути. Среди них был майор Раймонд Вилкинс из 3-й наступательной группы, посмертно награждённый Медалью Почёта. Девять из 80 P-38 эскорта также были сбиты.

## Атаки самолётов с авианосцев
С началом вторжения на Бугенвиль 1 ноября 1943 года Рабаул оказался под угрозой с совсем другой стороны. Поспешная попытка сбросить войска Союзников с Бугенвиля была отражена в сражении в бухте Императрицы Августы. Теперь Кога планировал получить подкрепления в Рабауле и нанести поражения войскам Союзников у Бугенвиля, пока большая часть флота США была задействована в приготовлениях к вторжению на Тараву.
Контр-адмирал Фредерик Шерман планировал предотвратить эту угрозу рейдом авианосцев оперативного соединения TF 38. Авианосцы Саратога и Принстон направились к Новой Британии под прикрытием погодного фронта и подняли в воздух 97 самолётов на Рабаул 5 ноября.
Несмотря на то, что в ходе этого рейда не был потоплен ни один японский корабль, шесть крейсеров получили повреждения, в том числе, четыре тяжёлые. Атаго получил близкие попадания трёх 500-фунтовых бомб, которые причинили некоторые разрушения и убили 22 члена экипажа, в том числе капитана. Мая был поражён одной бомбой, которая попала в машинное отделение, причинила большие разрушения и убила 70 человек. Могами получил попадание одной 500-фунтовой бомбы и загорелся, что нанесло большой ущерб и привело к смерти 19 моряков.Такао получил попадание двух 500-фунтовых бомб, которые нанесли тяжёлые разрушения и убили 23 моряков. Тикума получил небольшие повреждения от нескольких близких разрывов . Агано пострадал от близкого разрыва бомбы, которым повредило зенитное орудие и убило одного члена экипажа. Три эсминца также получили небольшие повреждения. Большая часть японских кораблей вернулась на Трук на следующий день для ремонта и выведения их из-под предстоящих авианалётов Союзников. Один из них получил попадание 12 бомб и затонул за 21 минуту.
Пятая воздушная армия через час после самолётов авианосцев совершила рейд 27 тяжёлыми бомбардировщиками B-24 Liberator под эскортом 58 P-38.
Ещё одно авианосное оперативное соединение TF 50.3 Пятого флота США было отправлено Хэлси 7 ноября. Им командовал контр-адмирал Альфред Л. Монтгомери, и в его состав входили авианосцы Банкер Хилл, Эссекс и Индепенденс. Хэлси применил корабли Монтгомери точно также, как TF 38 для двойной атаки авианосцев на Рабаул 11 ноября. Шерман поднял в воздух самолёты, находясь у Грин-Айленд, к северо-западу от Бугенвиля, которые атаковали при плохих погодных условиях в 08:30. После их возвращения TF 38 отошло на юг незамеченным. Монтгомери поднял самолёты с Соломонова моря за 160 миль к юго-востоку от Рабаула.
Агано, который остался в Рабауле после налёта 5 ноября, был торпедирован во время этих атак и получил тяжёлые повреждения. Японцы подняли в воздух несколько волн самолётов общим числом 120 для контратаки на американские авианосцы, но они были перехвачены, при этом 35 самолётов было сбито, а корабли Монтгомери не пострадали.

### Внешние ссылки
- Mersky, Peter B. Time of the Aces: Marine Pilots in the Solomons, 1942-1944. Marines in World War II Commemorative Series. History and Museums Division, Headquarters, U.S. Marine Corps (1993). Дата обращения: 20 октября 2006. Архивировано 22 марта 2012 года. Account of U.S. Marine involvement in air war over Solomon Islands and Rabaul.
- Title: THE ASSAULT ON RABAUL. Operations by the Royal New Zealand Air Force December 1943 — May 1944. Дата обращения: 30 мая 2006. Архивировано 26 мая 2012 года.
- Chen, C. Peter. Solomons Campaign, August 23, 1942 - November 26, 1943. World War II Database (2004-2006). Дата обращения: 2 июня 2006. Архивировано 26 мая 2012 года.
- Shaw, Henry I.; Douglas T. Kane.: . Volume II:  Isolation of Rabaul. History of U.S. Marine Corps Operations in World War II (1963). Дата обращения: 18 октября 2006. Архивировано 22 марта 2012 года.
- Miller, John, Jr. CARTWHEEL: The Reduction of Rabaul. United States Army in World War II:  The War in the Pacific 418. Office of the Chief of Military History, U.S. Department of the Army (1959). Дата обращения: 20 октября 2006. Архивировано 19 февраля 2012 года.
- Parshall, Jon; Bob Hackett, Sander Kingsepp, & Allyn Nevitt.: . Imperial Japanese Navy Page (Combinedfleet.com). Дата обращения: 14 июня 2006. Архивировано 19 февраля 2012 года.- Tabular records of movement for the Japanese warships involved in this battle.
- Parshall, Jon; Bob Hackett, Sander Kingsepp, & Allyn Nevitt.: . Carrier Raid on Rabaul. Дата обращения: 14 декабря 2006. Архивировано 26 мая 2012 года.